# 利物浦大學出版社
利物浦大學出版社（Liverpool University Press，簡稱LUP）為附屬於利物浦大學的一所出版社，專注於現代語言、文學、历史以及視覺文化。現每年出版約150本各式書籍以及34篇学术期刊。利物浦大學出版社的發行由其他公司負責，例如其書籍於北美洲由牛津大學出版社發行。

## 歷史
利物浦大學出版社於1899年成立，僅次於牛津大學出版社以及劍橋大學出版社而成為英格兰第三古老的大學出版社。其首任主席為拉錫利斯·阿伯金比，他亦是大學首位诗歌講師。其旗艦期刊《西班牙研究簡報》自1923年起已經出版。

## 活動
利物浦大學出版社與泰特美術館、藝術及創意科技基金會、藍衣學校、公共古蹟及雕塑協會及利物浦國立博物館皆有長期合作。出版社亦為十三間參與Knowledge Unlatched計劃的出版社之一，以使公眾得以自由存取各類學術文章。2014年公司宣佈啟用《開放現代語言》（Modern Languages Open），其為獲同行評審的开放获取網上研究出版平台。

## 獎項
利物浦大學出版社於2012年、2013年及2014年皆獲提名獨立出版獎，並於2015年取得IPG年度學術及專業出版獎。同年，出版社亦獲取書店業年度獨立學術、教育及專業出版獎。

## 延伸閱讀
- Droop, J. P. The University Press of Liverpool: A Record of Progress, 1899–1946, with a Catalogue of All Publications. Liverpool University Press, 1947
- Liverpool University Press Archive, University of Liverpool Library, Special Collections and Archives

## 外部連結
- 官方网站
- Modern Languages Open（页面存档备份，存于）